# HMS Monarch (1911)
La HMS Monarch fu la seconda nave della classe Orion di quattro corazzate dreadnought costruite dalla Royal Navy nei primi anni 1910. Passò la maggior parte della sua carriera assegnata alla Home e Grand Fleet. Oltre alla fallita intercettazione di alcune navi tedesche che avevano bombardato Scarborough, Hartlepool e Whitby nel 1914, la battaglia dello Jutland nel maggio 1916 e l'inconclusiva azione del 19 agosto 1916, il suo servizio nella prima guerra mondiale consistette generalmente in pattugliamenti del Mare del Nord e in esercitazioni.
Dopo la dissoluzione della Grand Fleet nel 1919, la Monarch fu trasferita alla Home Fleet per qualche mese per poi essere assegnata alla Reserve Fleet. La nave fu messa in lista per essere venduta per la demolizione nel 1922, ma fu ridotta a un pontone per essere usata come nave scuola ormeggiata. Dal tardo 1923 la Monarch fu utilizzata come nave berseglio e fu affondata nel 1925.

## Progetto e descrizione

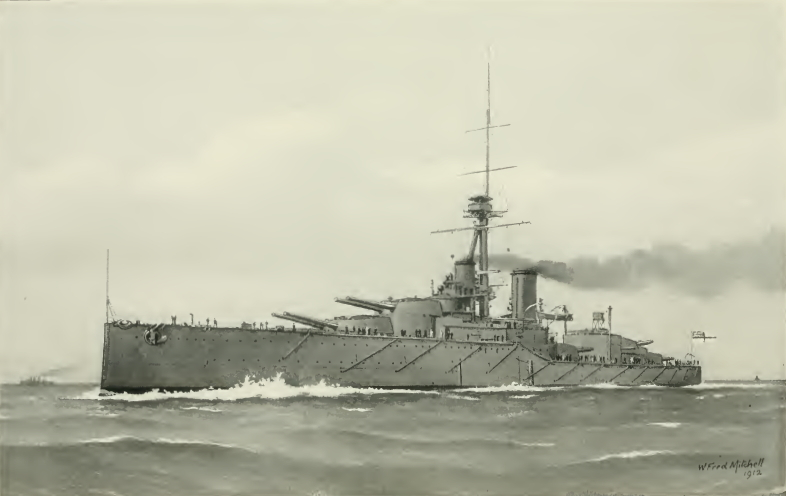
Un quadro della Monarch in navigazione per opera di William Frederick Mitchell, dall'edizione 1912 dell'Annuario Navale di Brassey

Le navi della classe Orion furono progettate in risposta all'inizio del programma navale tedesco, che voleva portare la Germania ad avere una flotta paragonabile a quella britannica, e furono molto più grandi delle precedenti corazzate della classe Colossus per poter trasportare cannoni più grandi e potenti e più armatura. Come riconoscimento di questi raggiungimenti la classe fu spesso chiamata la prima di "super-dreadnoughts". Le navi avevano una lunghezza fuoritutto di 177,1 m, un baglio massimo di 27 m e un'immersione di 9,5 m. Dislocavano 22 274 t a carico normale e 26 007 t a pieno carico. Nel 1918 il pieno carico fu aumentato a 29 575 t. L'equipaggio consisteva in 752 tra ufficiali e marinai.
La classe Orion era propulsa da due set di turbine a vapore Parsons, ognuno movente due alberi, usando il vapore delle 18 caldaie a carbone Yarrow. Le turbine furono scelte perché generanti 20'000 kW di potenza, necessari per portare la nave a 21 nodi. Le navi avevano un'autonomia di 6 730 miglia nautiche alla velocità di crociera di 10 nodi. Durante le prove in mare del 9 dicembre 1911, la Monarch raggiunse la velocità di 21,9 nodi da 24 069 kW.

### Armamento e corazzatura
La classe Orion era equipaggiata con 10 cannoni Mk V da 343 mm in cinque torrette idrauliche binate, tutte sull'asse di simmetria. Le torrette erano chiamate 'A', 'B', 'Q', 'X' e 'Y', da prua a poppa. L'armamento secondario consisteva in 16 cannoni Mk VII da 102 mm. Questi cannoni erano suddivisi equamente tra soprastrutture di prua e poppa, tutti in montature singole. Quattro cannoni da 47 mm a salve erano a bordo per le salve di saluto. Le navi erano equipaggiate con tre tubi lanciasiluri da 533 mm, uno su ogni fiancata più uno a poppa, per i quali erano immagazzinati 20 siluri a bordo.
Le Orion erano protette al galleggiamento da una cintura corazzata da 305 mm che si estendeva tra le barbette. I ponti spaziavano in spessore tra 25 e 100 mm con le porzioni più spesse a poppa a protezione del meccanismo del timone. Le piastre frontali delle torette dell'armamento principale erano spesse 279 mm e le torrette stesse erano poste su barbette da 254 mm.

### Modifiche
Nel 1914 i cannoni sul ponte furono posti dentro casematte. Il sistema di puntamento fu installato su di una piattaforma sotto la coffa di avvistamento nella prima metà del 1914. Per l'ottobre 1914 furono aggiunti un paio di cannoni contraerei da 76 mm. Dopo la battaglia dello Jutland fu aggiunta ulteriore corazzatura nel maggio 1916. Nello stesso periodo furono rimossi tre cannoni da 102 mm dalla sovrastruttura poppiera e la nave fu modificata per operare palloni aerostatici. Una catapulta per aerei fu posta sulla torreta 'B' tra il 1917 e il 1918. Un telemetro per alzi elevati fu montato sulla sovrastruttura prodiera nel 1921.

## Costruzione e carriera

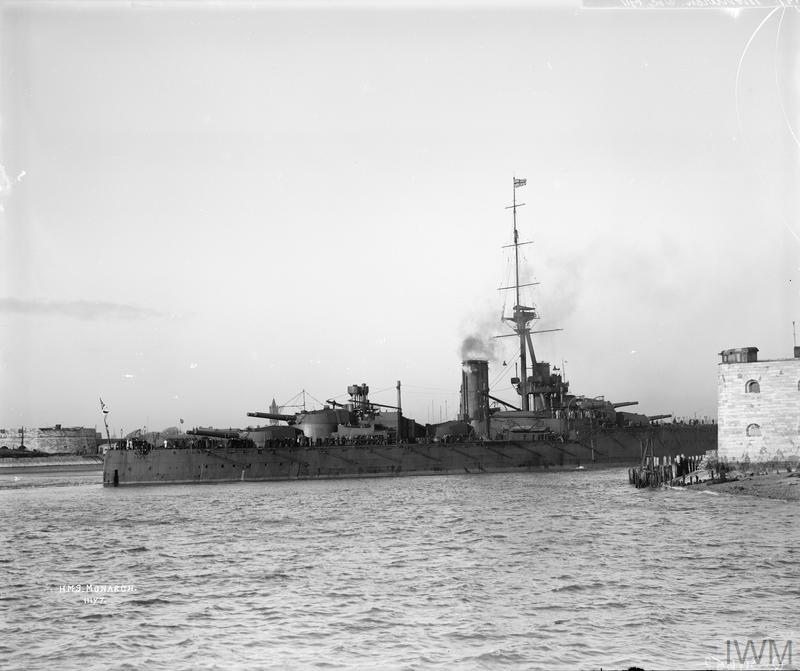
La Monarch in entrata al porto di Portsmouth nel 1913

La Monarch, chiamata come il vascello di linea di terzo rango Monarque che fu catturato ai Francesi nel 1747, fu la terza nave con questo nome a servire nella Royal Navy. La nave fu impostata nei cantieri Armstrong Whitworth di Elswick il 1 aprile 1910 e varata il 30 marzo 1911. Fu completata il 31 marzo 1912 ed entrò in servizio con un equipaggio parziale il 16 aprile che fu completato il 27 dello stesso mese. Incluso l'armamento, la sua costruzione costò tra 1 888 736 e 1 886 912 £. La Monarch fu assegnata alla 2nd Division della Home Fleet che fu ridesignata 2nd Battle Squadron (BS) il 1 maggio 1912. La nave, insieme alle gemelle Thunderer e Orion, partecipò alla rivista navale del parlamento il 9 luglio a Spithead. Parteciparono anche alle manovre d'esercizio. Le tre gemelle erano presenti con il 2nd BS per ricevere il presidente francese Raymond Poincaré a Spithead il 24 giugno 1913 e poi parteciparono alle annuali manovre della flotta in agosto. 

### Prima guerra mondiale

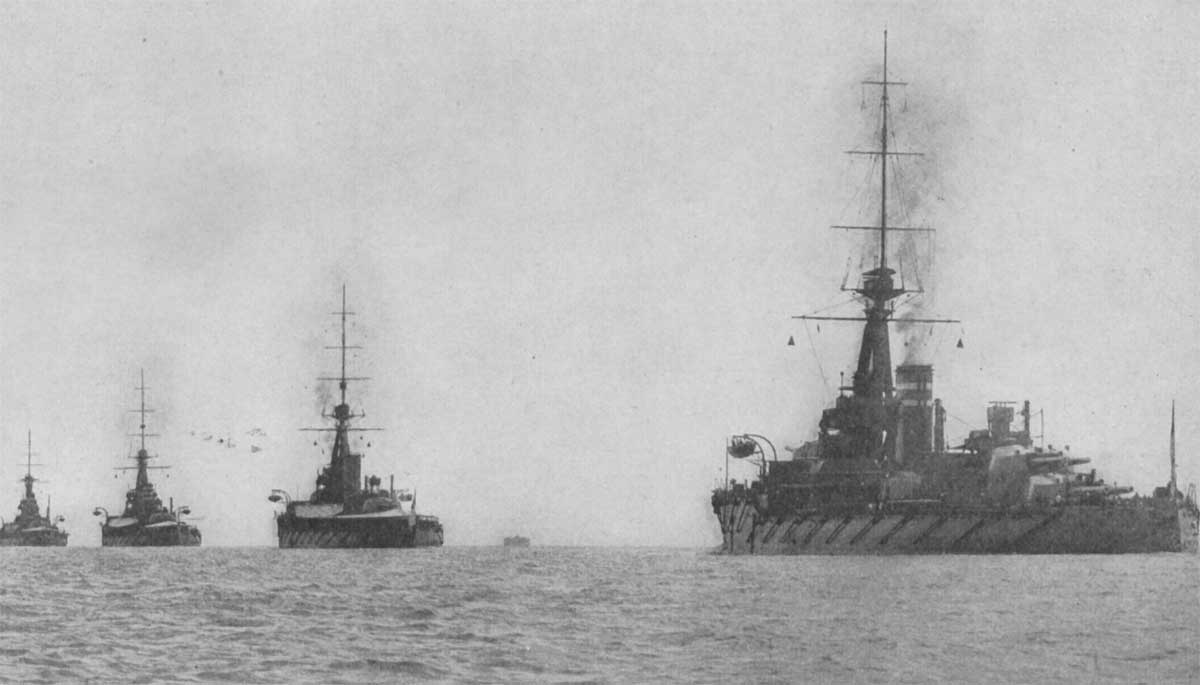
Il 2nd BS in navigazione nel Solent, 1914 circa. Da sinistra a destra la King George V, la Thunderer, la Monarch, e la Conqueror.

Tra il 17 e il 20 luglio 1914 la Monarch prese parte al test di mobilitazione della flotta e alla rivista come parte della risposta britannica alla crisi di luglio. Arrivò a Portland il 25 luglio e quattro giorni dopo le fu ordinato di procedere col resto della Home Fleet verso Scapa Flow per salvaguardare la flotta da un possibile attacco a sorpresa tedesco. Nell'agosto 1914, dopo l'inizio della guerra, la Home Fleet fu riorganizzata nella Grand Fleet e poata sotto il comando dell'ammiraglio Sir John Jellicoe. L'8 agosto la Monarch stava svolgendo delle esercitazioni di tiro a sud est dell'Isola di Fair quando fu attaccata, senza conseguenze, da un siluro sparato da un sommergibile. Fu probabilmente un falso allarme dato che l'area era troppo a ovest rispetto alle zone di pattuglia degli U-boot tedeschi. L'SM U-15, comunque, fu suggerito come candidato per l'attacco, anche se affondò il giorno seguente con la perdita di tutto l'equipaggio e quindi la verità non fu mai scoperta.
Ripetute notizie di sottomarini a Scapa Flow portarono Jellicoe a concludere che le difese lì fossero inadeguate e ordinò che la Grand Fleet si disperdesse tra altre basi fino a quando le difese non fossero state rinforzate. Il 16 ottobre il 2nd BS fu mandato al Loch na Keal sulla costa occidentale della Scozia. La squadra partì per esercizi di tiro davanti alla costa nord dell'Irlanda il mattino del 27 ottobre e la corazzata Audacious colpì una mina, posata qualche giorno prima dall'incrociatore corsaro tedesco SS Berlin. Pensando che la nave fosse stata silurata da un sottomarino le altre corazzate furono fatte allontanare dall'area, mentre le navi più piccole prestavano soccorso. La sera del 22 novembre 1914 la Grand Fleet condusse un'infruttuosa sortita nel Mare del Nord meridionale. La Monarch fu nel corpo centrale in supporto del 1st Battlecruiser Squadron del viceammiraglio David Beatty. La flotta fu di nuovo a Scapa Flow per il 27 novembre.

#### Bombardamento di Scarborough, Hartlepool e Whitby
La Room 40 della Royal Navy intercettò e decrittò il traffico radio tedesco contenente i piani per un attacco tedesco contro i paesi costieri di Scarborough, Hartlepool e Whitby a metà del dicembre 1914 usando quattro incrociatori da battaglia del I Aufklärungsgruppe del Konteradmiral Franz von Hipper. Il messaggio radio non menzionava che la Hochseeflotte con quattordici dreadnought e otto pre-dreadnought avrebbero rinforzato Hipper. Le navi di entrambi gli schieramenti partirono dalle loro basi il 15 dicembre e i Britannici intendevano tendere un'imboscata alle navi tedesche sulla via del ritorno. Furono radunate sei corazzate del 2nd BS del viceammiraglio Sir George Warrender inclusa la Monarch e le sue gemelle Conqueror e Orion e quattro incrociatori del viceammiraglio David Beatty.
Le forze di protezione di entrambi i lati si incrociarono nell'oscurità delle prime ore del 16 dicembre con il brutto tempo. I Tedeschi ebbero la meglio nel primo scambio di fuoco danneggiando severamente vari cacciatorpediniere britannici ma l'ammiraglio Friedrich von Ingenohl, comandante della Hochseeflotte, ordinò alle sue navi di invertire la rotta, preoccupato dalla possibilità di un attacco di massa da parte dei cacciatorpediniere britannici alla luce dell'alba. Una serie di comunicazioni errate e di errori dei Britannici permisero alle navi di Hipper di evitare l'ingaggio con le forze di Beatty.

#### 1915–1916
La Grand Fleet condusse un'altra sortita infruttuosa nel Mare del Nord verso la fine di dicembre e il 27 dicembre, mentre tentavano di entrare a Scapa Flow con una burrasca forza 8 e visibilità minima, la Monarch fu accidentalmente speronata dalla Conqueror. La prima dovette inaspettatamente manovrare per evitare una nave vedetta all'entrata e la Conqueror non poté evitarla. La Monarch soffrì danni modererati alla poppa e ricevette riparazioni temporanee a Scapa prima di procedere per Devonport per le riparazioni definitive il 4 gennaio 1915, riunendosi alla Grand Fleet il 20 dello stesso mese.

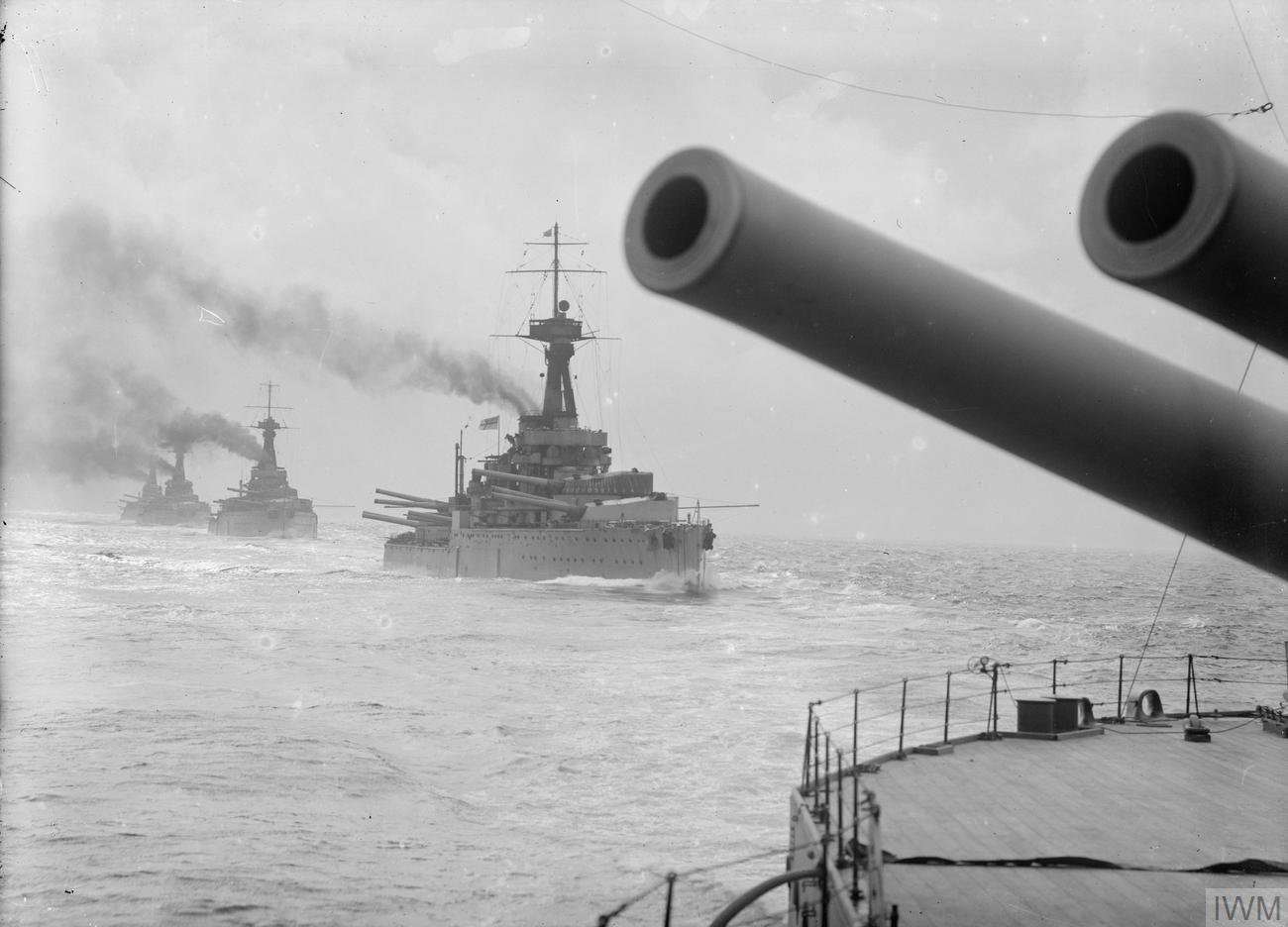
Le quattro Orion in linea di fila, posteriore al 1915

La sera del 23 gennaio il grosso della Grand Fleet partì in supporto degli incrociatori di Beatty, ma la flotta era troppo distante per partecipare alla battaglia di Dogger Bank il giorno seguente. Tra il 7 e il 10 marzo la Grand Fleet fece una sortita nel Mare del Nord settentrionale durante la quale condusse manovre d'addestramento. Un'altra crociera simile ci fu tra il 16 e il 19 marzo. L'11 aprile la Grand Fleet condusse un pattugliameto de Mare del Nord centrale e ritornò in porto il 14 aprile. Un altro pattugliamento dell'area fu effettuato tra il 17 e il 19 aprile, seguito da esercitazioni di tiro davanti alle Shetland il 20 e 21 aprile.
La Grand Fleet effettuò sortite nel Mare del Nord centrale tra il 17 e il 19 maggio e fra il 29 e il 31 senza incontrare alcuna nave tedesca. Dall'11 al 14 giugno la flotta svolse esercitazioni di tiro ed esercizi di battaglia a ovest delle Shetland e un altro allenamento davanti alle stesse isole iniziò l'11 luglio. Il 2nd BS condusse esercitazioni di tiro nel Moray Firth il 2 agosto e poi ritornò a Scapa Flow. Tra il 2 e il 5 settembre la flotta svolse un'altra crociera nel Mare del Nord settentrionale e svolse esercitazioni di tiro. Per tutto il resto del mese la Grand Fleet svolse numerosi esercizi d'addestramento. La nave, insieme alla maggior parte della Grand Fleet, condusse un'altra sortita nel Mare del Nord tra il 13 e il 15 ottobre. Quasi tre settimane dopo la Monarch partecipò a un'ulteriore operazione d'addestramento a ovest delle Orcadi tra il 2 e il 5 novembre e ripeté l'esercizio all'inizio di dicembre.
La Grand Fleet uscì in risposta all'attacco tedesco contro forze leggere britanniche vicino al Dogger Bank il 10 febbraio 1916, ma fu richiamata due giorni dopo quando si scoprì che nell'azione non avevano preso parte forze tedesche più grandi di un cacciatorpediniere. La flotta partì per incrociare nel Mare del Nord il 26 febbraio. Jellicoe aveva pensato di usare la Harwich Force per pattugliare la baia di Helgoland ma il maltempo bloccava le operazioni nel Mare del Nord meridionale. Le operazioni furono quindi confinate all'estremo settentrionale del Mare. Un altro pattugliamento iniziò il 6 marzo ma dovette essere abbandonato perché le condizioni meteomarine per i cacciatorpediniere di scorta stavano diventando troppo gravose. Nella notte del 25 marzo la Monarch e il resto della flotta lasciarono Scapa Flow in supporto degli incrociatori di Beatty e altre forze leggere che stavano attaccando la base Zeppelin di Tønder. Per il momento in cui arrivò il grosso della flotta, il 26 marzo, le forze tedesche e britanniche si erano già disingaggiate e una forte burrasca metteva in pericolo il naviglio minore, quindi fu ordinato di rientrare alla base. Il 21 aprile la Grand Fleet svolse una dimostrazione davanti a Horns Rev per distrarre i Tedeschi mentre la Marina Imperiale Russa posava nuovamente i suoi campi minati difensivi nel Baltico. La flotta ritornò a Scapa Flow il 24 aprile e fece rifornimento prima di procedere a sud in risposta ai messaggi dell'intelligence che i Tedeschi stessero per lanciare un raid su Lowestoft, ma arrivarono nell'area quando i teutonici avevano già rinunciato. Tra il 2 e il 4 maggio la flotta condusse un'altra dimostrazione davanti a Horns Rev per tenere l'attenzione dei Tedeschi sul Mare del Nord.

#### Battaglia dello Jutland

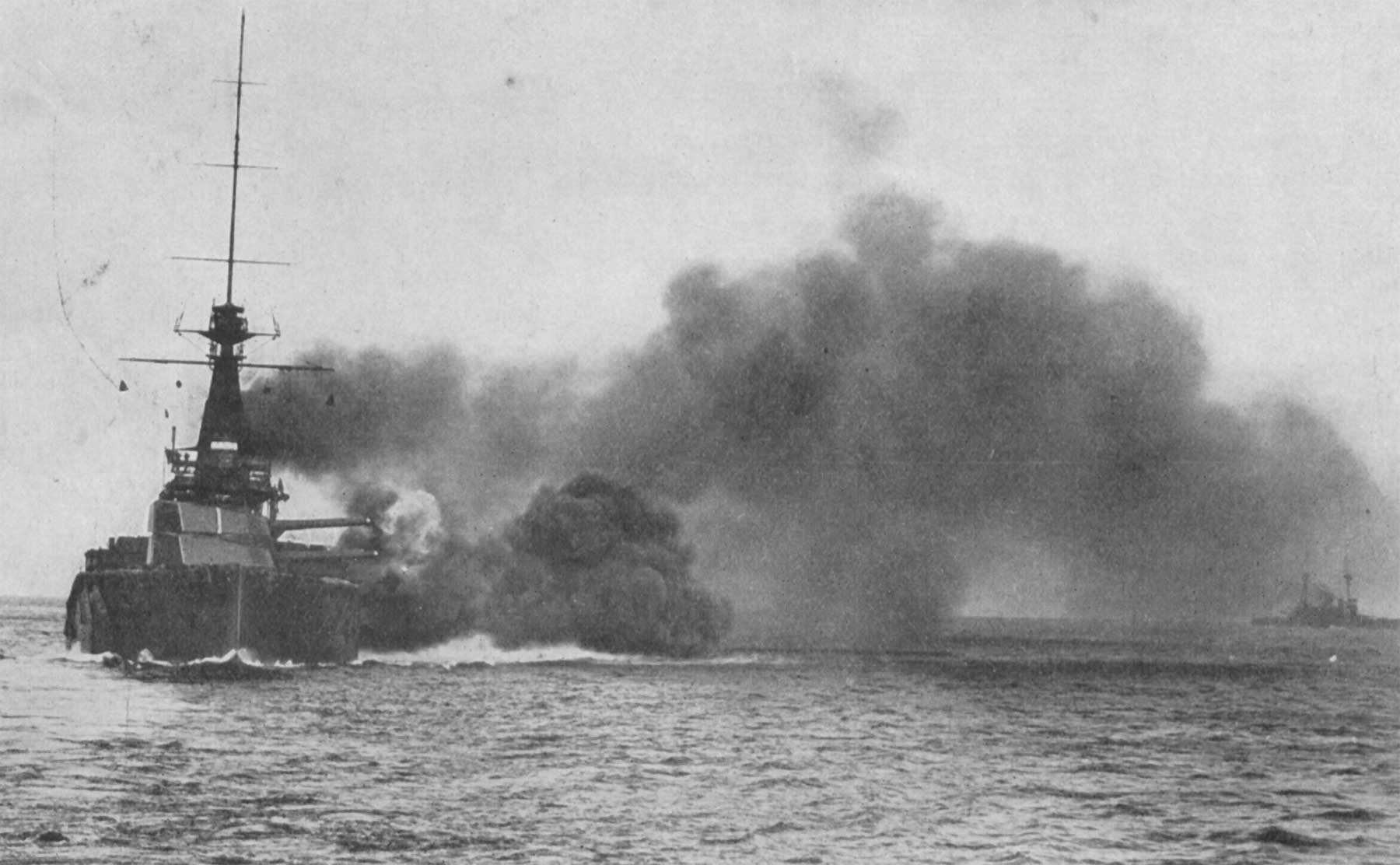
Bordata della Monarch

In un tentativo di stanare e distruggere una porzione della Grand Fleet, la Hochseeflotte, composta da sedici dreadnought, sei pre-dreadnought e navi di supporto, lasciò la baia di Jade al mattino presto del 31 maggio. La flotta navigava insieme a cinque incrociatori di Hipper. La Room 40 intercettò e decrittò il traffico radio tedesco contenente i piani dell'operazione. In risposta, l'Ammiragliato ordinò alla Grand Fleet, in totale 28 dreadnoughts e 9 incrociatori da battaglia, di uscire di notte per accerchiare e distruggere la Hochseeflotte.
Il 31 maggio la Monarch, al comando del capitano di vascello George Borret (1868–1952), fu la sesta nave nella linea di battaglia dopo il dispiegamento. Durante la prima fase della battaglia la nave sparò tre bordate di proiettili perforanti dai suoi cannoni principali a un gruppo di cinque corazzate nemiche alle 18:32, colpendo la corazzata SMS König e distruggendo un cannone da 150 mm, mettendo fuori uso temporaneamente tre caldaie e appiccando vati fuochi a bordo. Alle 19:14 ingaggio l'incrociatore da battaglia SMS Lützow a una distanza di 15 800 –16 900 m sparandogli cinque bordate di proiettili perforanti e sostenendo di averlo colpito con almeno due di queste. Il Lützow era anche sotto il tiro della Orion durante questo periodo e in tutto fu colpito cinque volte tra le due gemelle. Distrussero due cannoni principali, tolsero temporaneamente la corrente alla torretta più poppiera e causarono svariate falle. Questa fu l'ultima volta che la Monarch usò i suoi cannoni in battaglia, avendo usato un totale di 53 proiettili perforanti da 343 mm.

#### Attività seguente

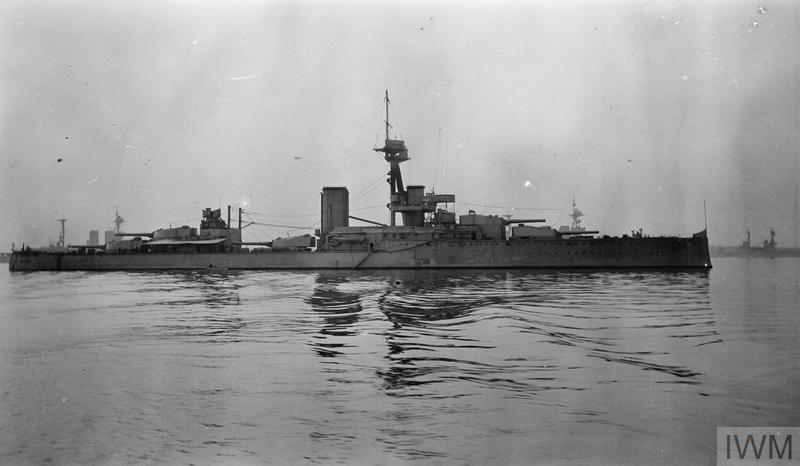
La Monarch ancorata a Scapa Flow, giugno 1917.

La Grand Fleet uscì il 18 agosto per tendere un'imboscata alla Hochseeflotte mentre avanzava nel Mare del Nord meridionale, ma una serie di comunicazioni errate ed errori impedirono a Jellicoe di intercettare la flotta teutonica prima che ritornasse in porto. Due incrociatori leggeri furono affondati da U-boot tedeschi durante l'operazione, spingendo Jellicoe a decidere di non rischiare le unità maggiori più a sud di 55° 30' N a causa del gran numero di sottomarini e mine. L'ammiragliato condivise l'idea e decise che la Grand Fleet non sarebbe uscita dai porti se non ci fosse stato il bisogno di bloccare un'invasione tedesca o se ci fosse stata una forte possibilità di ingaggiare il nemico in condizioni favorevoli.
Nell'aprile 1918 la Hochseeflotte uscì di nuovo per attaccare i convogli britannici per la Norvegia. Mantennero il silenzio radio per tutta la durata dell'operazione, fatto che non permise alla Room 40 di mandare alcun'allerta al nuovo comandante della Grand Fleet, l'ammiraglio Beatty. I Britannici vennero a sapere dell'operazione solo dopo che l'incrociatore SMS Moltke dovette comunicare al comando di aver avuto un'avaria. Beatty allora ordinò alla Grand Fleet di prendere il mare e intercettare i Tedeschi ma non fu capace di raggiungere i nemici prima che la Hochseeflotte ritornasse in Germania. La nave era presente a Rosyth, in Scozia, quando la Hochseeflotte si arrese il 21 novembre e rimase parte del 2nd BS fino al 1 marzo 1919.
Il 1 maggio 1919 la Monarch fu assegnata al 3rd Battle Squadron della Home Fleet. Il 1 novembre il 3rd BS fu sciolto e la nave fu trasferita alla Reserve Fleet a Portland, insieme alle sue gemelle. La Monarch fu trasferita a Portsmouth per il 18 marzo 1920. Fu temporaneamente riarmata durante le estati del 1920 e 1921 per trasportare truppe nel Mediterraneo e ritorno. Il 5 maggio 1922 la Monarch fu radiata e posta sulla lista di vendita in accordo con i termini del trattato navale di Washington. Messa in vendita ad agosto, la nave fu in seguito ritirata dalla lista di vendita e ormeggiata alla scuola di addetti ai siluri HMS Vernon come pontone.

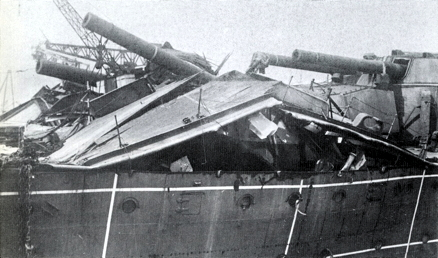
La torretta poppiera della Monarch dopo essere stata usata come nave bersaglio

La Monarch fu radiata nuovamente il 13 giugno 1923 e fu convertita in una nave bersaglio all'HMNB di Portsmouth nell'ottobre 1923. Fu aggiunta una replica della protezione laterale delle corazzate classe Nelson per testare gli effetti delle esplosioni di grandi bombe detonate intorno allo scafo. Un congegno che consisteva in 944 kg di TNT (rappresentante l'esplosivo dentro una bomba aerea da 1 800 kg) fu fatto esplodere ad una profondità di 12,2 m e di 2,3 m dal fianco. anche se danneggiate, le strutture rimasero stagne anche dopo il test. L'anno seguente varie bombe di svariate taglie furono sganciate sulla nave da bombardieri Airco DH.9A con effetti ridotti. Le bombe furono allora posizionate e detonate internamente per valutarne gli effetti. Il 20 gennaio 1925 la Monarch fu trainata fuori da Plymouth da rimorchiatori del cantiere verso l'Hurd's Deep, nella Manica, approssimativamente 80 km a sud delle isole Scilly. Il 21 gennaio fu attaccata da un'ondata di bombardieri della RAF che la colpirono varie volte. Furono seguiti dai proiettili dei cannoni da 152 mm di quattro incrociatori leggeri della classe C e dai cannoni da 102 mm del cacciatorpediniere Vectis. Per il finale, gli incrociatori da battaglia Hood e Repulse e cinque corazzate della classe Revenge aprirono il fuoco con i loro cannoni da 381 mm. Il numero di colpi incassati dalla Monarch è sconosciuto, ma dopo nove ore di cannoneggiamento affondò alle 22:00 dopo un colpo di grazia della Revenge.